# Andrenosoma camposi
Andrenosoma camposi är en tvåvingeart som beskrevs av Charles Howard Curran 1931. Andrenosoma camposi ingår i släktet Andrenosoma och familjen rovflugor.
Artens utbredningsområde är Ecuador. Inga underarter finns listade i Catalogue of Life.